# Мару (Горж)
Мару (рум. Măru) насеље је у Румунији у округу Горж у општини Логрешти. Oпштина се налази на надморској висини од 300 m.

## Становништво
Према подацима из 2002. године у насељу је живело 439 становника, сви су румунске националности.